# Kozłów (województwo śląskie)

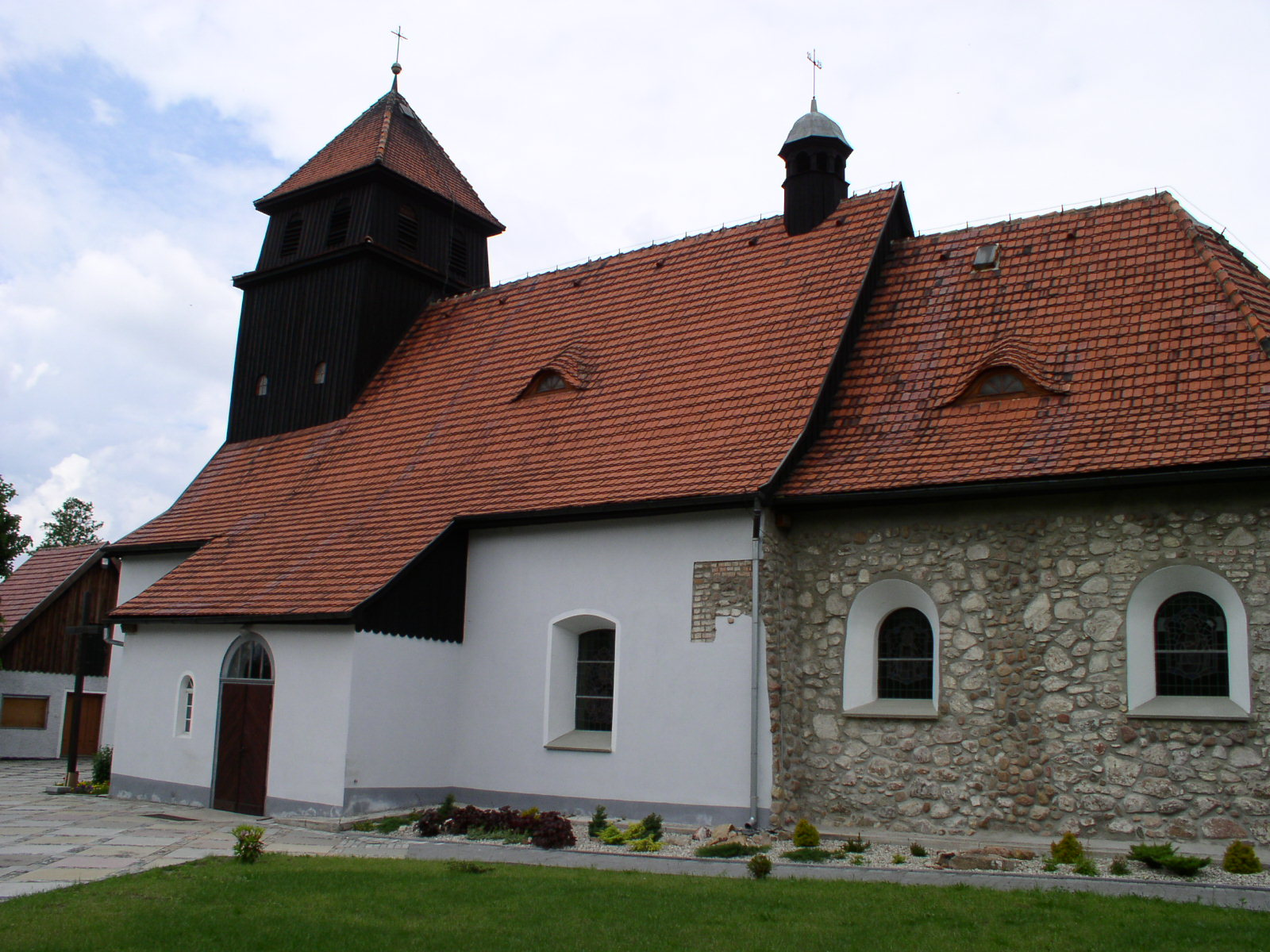
Kozłów

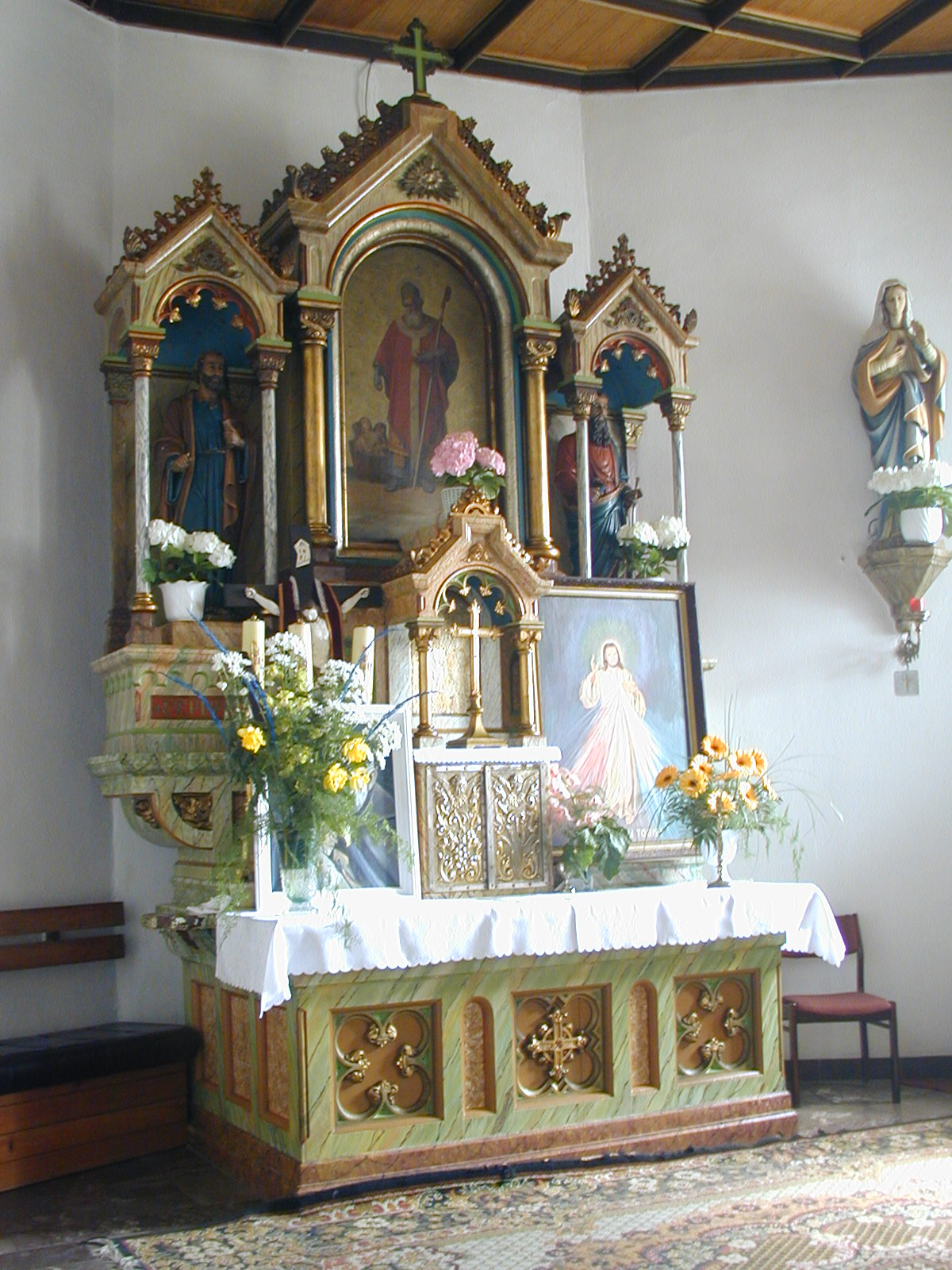
Kozłów

Kozłów (dodatkowa nazwa w j. niem. Kozlow; dawn. Koslow, 1936-1945 Lindenhain) – wieś sołecka w Polsce, położona w województwie śląskim, w powiecie gliwickim, w gminie Sośnicowice.
W latach 1975–1998 miejscowość administracyjnie należała do województwa katowickiego.
Graniczy z miastem Gliwice i wsią Łany Wielkie. 

## Nazwa
Nazwa pochodzi od polskiej nazwy zwierzęcia domowego kozła. Do grupy śląskich miejscowości, których nazwy wywodziły się od tego słowa - „von koza = Ziege und koziel = Ziegenbock” zaliczył ją niemiecki geograf oraz językoznawca Heinrich Adamy. W swoim dziele o nazwach miejscowych na Śląsku wydanym w 1888 roku we Wrocławiu wymienia najwcześniejszą nazwę miejscowości w polskiej formie „Kosław” podając jej znaczenie jako „Ziegenhain” - „Gaj kozła, koźli gaj”. Niemcy fonetycznie zgermanizowali nazwę miejscowości na „Koslow (Kozlow)” w wyniku czego utraciła ona swoje pierwotne znaczenie.
Ze względu na polskie pochodzenie nazwy w okresie hitlerowskiego reżimu w latach 1936-1945 nazistowska administracja III Rzeszy zmieniła zgermanizowaną nazwę na nową, całkowicie niemiecką Lindenhain.

## Integralne części wsi
| SIMC    | Nazwa    | Rodzaj    |
| ------- | -------- | --------- |
| 0221853 | Podlesie | część wsi |

## Historia
Pierwsza wzmianka o tej wsi pochodzi z 1279 roku. Kozłów wymieniony jest wtedy jako dość duża wieś kościelna, należąca do Jakuba, biskupa w Nysie. Do wsi należą kolonie Karnowiec i Podlesie, dawne folwarki majątku ziemskiego.
W XV wieku, tuż po zwycięstwie Jagiełły pod Grunwaldem, wieś wraz z okolicą w drodze zamiany przekształcona została w dobra rycerskie, którymi w owym czasie rozporządzał jedynie król polski. Na nowych dobrach osadził on w porozumieniu z księciem opolskim, Henrykiem, śląskiego woja, który wsławił się w walce z Krzyżakami. Zgodnie z ówczesną tradycją, od nadanej mu ziemi przyjął on nazwisko Kozłowski. W pierwszym okresie dobra te liczyły 669 ha, w tym 205 ha gruntów ornych i 42 ha łąk oraz 409 ha lasów.
Nowy właściciel ziemi chcąc się zabezpieczyć na wypadek zagrożenia, wzniósł na północnym krańcu wsi niewielki gród. Usytuowano je w zakolu strumienia, wśród podmokłych łąk, a więc w miejscu niedostępnym i trudnym do zdobycia. Dziś ocena walorów obronnych tego miejsca jest utrudniana z uwagi na zniekształcenia i zmiany w krajobrazie dokonane przez człowieka na przestrzeni wieków. Mimo tych zmian, uchwytne są częściowo zasadnicze cechy terenu, które podyktowały budowniczym średniowiecznych warowni wybór miejsca na budowę tego wybitnie nizinnego grodu.
W rękach rodziny Kozłowskich miejscowe dobra utrzymały się do końca wojny trzydziestoletniej. W czasie najazdu Szwedów Kozłów wybrany został na główny obóz ponad 20–tysięcznej armii duńskiej, pozostającej pod wodzą generała Ernesta Mansfelda. Rozległe dobra kozłowskie nie pokrywały potrzeb zaopatrzeniowych wojska. Miejscowi chłopi, których zmuszono i do pracy na roli i do różnych posług w obozie a ponadto napadano i rabowano, potajemnie opuszczali swe gospodarstwa, przenosząc się wraz z rodzinami na inne tereny, gdzie nie było wojsk najeźdźczych. W odwet żołdacy Mansfelda palili zabudowania, zniszczyli też dwór Kozłowskich. Wizerunek ostatniego z rodu zachował się do dziś na płycie nagrobnej w kościele w Kozłowie. Płaskorzeźba przedstawia w stojącej podstawie Piotra Kozłowskiego w sarmackim stroju.
Po wojnie trzydziestoletniej majątek Kozłów łącznie z Sierakowicami Dużymi i Małymi, Rachowicami, Potempą, Polską Wsią, Kuźniczką oraz Bojszowem i Łączą wszedł w skład dóbr księcia raciborskiego – częściowo na skutek wykupu lub zastawu, częściowo drogą wymuszenia. Pozostali jeszcze przy życiu książęta z linii Piastów byli już za słabi, aby oprzeć się niemieckiej zaborczości, wyciągającej ręce po ziemie polskie. Coraz też więcej osadników z głąb Niemiec obejmowało gospodarstwa również i w Kozłowie, który długo zabliźniał rany zadane mu w czasie wojny trzydziestoletniej.
Pod koniec XVIII wieku na pograniczu Kozłowa i Brzezinki istniała sławna na cały Śląsk kuźnia żelaza, dysponująca wielką halką wspartą na słupach z zastrzałami. Posiadała ona bardzo nowoczesne na owe czasy urządzenia, łącznie z drewnianym mechanizmem, poruszanym przez koła wodne. Kuźnia ta została w 1835 roku zamieniona na kuźnię miedzi. Produkowane tu wyroby z czerwonego złota znane były szeroko i poszukiwane zarówno na Górnym jak i Dolnym Śląsku ze względu na swą jakość i artystyczny kształt. Wielu mieszkańców Kozłowa brało udział w powstaniach Śląskich. Tu też w czasie plebiscytu za Polską opowiedziało się ponad 78 procent ludności. W tajnym rejestrze hitlerowskim, sporządzonym jeszcze chyba przed wybuchem II wojny światowej, znajdowały się nazwiska osób narodowości polskiej, przeznaczonych do wysiedlenia z chwilą zakończenia działań wojennych w Polsce. Z zachowanej w Muzeum w Gliwicach listy, dotyczącej rejonu, figurują tam również nazwiska kozłowianin – Augusta Górki, Józefa i Ludwika Hassów, Wiktora Bekera, Emanuela Kozyry, Franciszka Udolfa i Piotra Wojtkiewicza.
Osobne miejsce trzeba poświęcić obozowi hitlerowskiemu w Kozłowie. Został on utworzony w 1941 roku dla kontynuowania rozpoczętej jeszcze przed II wojną światową budowy autostrady Wrocław – Kraków. Odcinek tej autostrady miał w planach niemieckich przebiegać także przez ziemię gliwicką – od Kleszczowa lasami i polami między Kozłowem i Łanami Wielkimi do Ostropy i dalej na Wschód.
Do budowy projektowanej autostrady wykorzystano ludność cywilną z okolic polskich miejscowości kresowych: Kowla i Równego. Blisko 900 osób zamknięto za drutami obozu pod strażą oddziału Wehrmachtu i codziennie pędzono do pracy przy niwelowaniu terenu, karczowaniu lasów i sypaniu wałów. Głód i choroby święciły tu straszne żniwo. W ciągu kilku lat istnienia obozu w Kozłowie zmarło tu kilkaset osób. Ciała ich wrzucono do wspólnej mogiły na skraju lasu między Kozłowem a Brzezinką, a nieraz grzebano gdzie popadło. Tak np. w 1948 roku na polu jednego z mieszkańców Brzezinki odkryto 40 ofiar wehrmachtowskiego obozu w Kozłowie. Szczątki ich ekshumowano i przeniesiono do wspólnej mogiły około 650 ofiar hitlerowskiego bestialstwa. Ówczesna Gromadzka Rada Narodowa w Ostropie wzniosła na niej skromny obelisk, który istnieje do dziś. Mogiłą opiekuje się młodzież szkolna.

## Zabytki
- Grodzisko – kopiec kryjący relikty dwóch budynków dworskich - pierwszy istniał w wieku XV, natomiast drugi istniał od XVI do XVII wieku. Obiekt został najprawdopodobniej wzniesiony w konstrukcji szkieletowej (szachulcowej) i miał długość 14,5 metra. Podczas prac archeologicznych stwierdzono, że w dworze istniał piec lub piece zbudowane z kaﬂi, których lica zdobione były pięknymi kompozycjami roślinnymi, zoomorﬁcznymi, geometrycznymi, a nawet portretowymi, charakterystycznymi dla okresu renesansu. Dwór strawił pożar w XVI wieku, a być może w pierwszych dziesięcioleciach XVII wieku.[8]
- Kościół św. Mikołaja – murowany późnogotycki kościół parafialny z około 1500 roku, przebudowany w 1671 roku. Wewnątrz kościoła znajduje się m.in. chrzcielnica drewniana z XVIII wieku i barokowy ołtarz z około 1671 roku. Kościół rozbudowano w 1928 roku, w tym nadbudowano o drewnianą wieżę, w której znajduje się dzwon z 1414 roku (najprawdopodobniej najstarszy dzwon na Górnym Śląsku). Według legendy dzwon został odlany na cześć powracających wojsk biorących udział w bitwie pod Grunwaldem. Wewnątrz kościoła znajduje się późnorenesansowa płyta nagrobna Kozłowskiego.
- Kapliczki – zabytkowe kapliczki przydrożne z XIX wieku.
- W północnej części wsi czynna była od XVII do początku XX wieku kuźnia żelaza, w 1835 roku powiększona o kuźnię miedzi, znana pod niemiecką nazwą Kupferhammer. Praca w kuźni odbywała się przy użyciu młota napędzanego przez koło wodne (zniszczone w czasie działań wojennych w 1945 roku).

## Edukacja
W miejscowości znajduje się przedszkole i szkoła podstawowa.

## Turystyka
Przez wieś przebiegają szlaki turystyczne:
- - Szlak Powstańców Śląskich
- - Szlak Sośnicowicki